# Dongfeng CA71
Dongfeng CA71 (кит. трад. 東風CA71, упр. 东风CA71, пиньинь dōng fēng CA71) — автомобиль бизнес-класса (E-класс), выпущенный китайским автопроизводителем First Automotive Works, небольшой партией, в 1958 году. Это был первый легковой автомобиль, полностью произведённый в Китае.

## История
Dongfeng CA71 был разработан FAW в Чанчуне. FAW была основана в 1953 году при технической и финансовой поддержке Советского Союза. В первую очередь она производила коммерческие автомобили, особенно тяжёлые грузовики на основе советских моделей. В 1958 году Китай началась кампания «Большой скачок», которая была направлена на то, чтобы догнать западные промышленно развитые страны.
С 1958 года несколько китайских заводов, включая FAW, начали проектировать легковые автомобили для гражданского использования.
Dongfeng CA71 использовался для ряда пропагандистских кампаний, и некоторые из них включали Мао Цзэдуна. Было выпущено около 20-30 Dongfeng CA71, хотя, по слухам, часть партии составляли переименованные Vedette. Поскольку CA71 был небольшим, Hongqi CA72 чаще использовался как государственный лимузин. Чиновники среднего звена, как правило, использовали меньший по размеру Fenghuang (Shanghai SH760).

## Дизайн
Dongfeng CA71 был смоделирован по образцу двух иностранных автомобилей. Шасси было скопировано с Mercedes-Benz W120, как и его 1,9-литровый четырёхцилиндровый рядный двигатель. Кузов был основан на французском Simca Vedette, хотя его фактическая форма ближе к Ford Zephyr Mk2 схожего размера. Возможно, это было связано с отношениями Ford с Simca в то время.
Китайские детали включали мотив золотого дракона на решётке капота и элементы дизайна китайского фонаря на задних фонарях, как у Hongqi CA72. Сообщалось, что двигатель выдавал 70 л. с., а максимальная скорость составляла 130 км/ч.
Заместитель директора по дизайну FAW Ши Цихе и главный инженер Ху Тунсюнь руководили проектом.

## Производство
Первый прототип Dongfeng CA71 был завершён 12 мая 1958 года. Летом последовали различные тест-драйвы. Ещё несколько экземпляров были построены в 1958 году. Автомобиль был изготовлен вручную, листовой металл был оплетён вручную. Известно, что сохранились только два экземпляра: один хранится в музее Hongqi Factory в Чанчуне, а другой находится в музее классических автомобилей Luo Wenyou в Пекине, хотя, возможно, это реплика на базе Simca, а не оригинал: третья реплика была завершена в 2023 году компанией FAW.
Поскольку Hongqi затем сосредоточилась на более крупных лимузинах Hongqi CA72 и Hongqi CA770, FAW не выпускал среднеразмерные 4-дверные седаны до в 1990-х годов, тогда появился седан Audi 100 под маркой Hongqi.